# Лёгкая атлетика на летней Спартакиаде народов СССР 1979
Соревнования по лёгкой атлетике на VII летней Спартакиаде народов СССР проходили с 21 по 29 июля 1979 года в Москве на Центральном стадионе имени В. И. Ленина. По традиции, на состязаниях одновременно разыгрывались медали чемпионата СССР по лёгкой атлетике. Впервые к участию в Спартакиаде были допущены иностранные легкоатлеты: всего на старт вышло более 1500 спортсменов (из них около 200 зарубежных) из нескольких десятков стран мира. На протяжении девяти дней были разыграны 44 комплекта медалей.
Женский бег на 400 метров с барьерами и на 3000 метров не входили в программу Спартакиады — в этих дисциплинах определялись только чемпионки СССР.
Соревнования стали главной репетицией для организаторов легкоатлетического турнира Олимпийских игр, которые прошли через год в Москве. Программа Спартакиады повторяла олимпийскую (с небольшими дополнениями), соревнования были растянуты на девять дней и проходили на главной арене будущих Игр. Спринтерские дисциплины проходили в 3 круга, а бег на 100 метров и 110 метров с барьерами у мужчин — в 4 круга. Помимо основных финалов проводились утешительные (Б и В), куда попадали неудачники квалификационных раундов.
42-летний Владимир Ляхов стал единственным спортсменом, кто принял участие во всех семи Спартакиадах (впервые — в 1956 году). Он занял 11-е место в метании диска с результатом 60,10 м.
По ходу соревнований было установлено два мировых рекорда и четыре рекорда СССР, а также 26 рекордов Спартакиады. Было улучшено несколько десятков достижений союзных республик.
Ещё выступая на дистанции 400 метров, Марина Макеева продемонстрировала свою высокую готовность, заняв седьмое место с результатом 51,47. Спустя три дня в своей основной дисциплине, беге на 400 метров с барьерами, ей удалось установить новый мировой рекорд — 54,78. Прежняя рекордсменка Татьяна Зеленцова (54,89) финишировала на третьем месте, уступив чемпионке чуть менее секунды. На тот момент только эти две спортсменки показывали в беге на 400 метров с барьерами результаты быстрее 55 секунд.
Второе высшее мировое достижение побила женская сборная Украинской ССР в эстафете 4×200 метров. Раиса Махова, Нина Зюськова, Татьяна Пророченко и Мария Кульчунова преодолели четыре этапа за 1.30,8.
У Марии Кульчуновой, в то же время, больше запомнилось индивидуальное выступление на дистанции 400 метров. Уже в полуфинале она стала первой женщиной в истории страны, пробежавшей один круг по стадиону быстрее 50 секунд (49,83). В решающем забеге она улучшила свой рекорд СССР ещё на 0,06 секунды, доведя его до 49,77. Только две спортсменки в мировой истории бежали эту дистанцию быстрее, Марита Кох (48,94) и Ирена Шевиньская (49,28). Прежний рекорд Советского Союза (50,98) в финале превысили ещё три девушки: Нина Зюськова, Татьяна Гойщик и Ирина Багрянцева.
В прыжке в высоту у женщин четыре участницы покорили рубеж 1,89 м и пытались установить новое всесоюзное достижение. Соревнования осложнил начавшийся дождь, но планку на рекордной высоте 1,91 м всё же смогла преодолеть Елена Голобородько из Ленинграда.
Ещё один рекорд СССР был установлен мужской сборной РСФСР в эстафете 4×200 метров — 1.22,5. Михаил Кравцов, Александр Стасевич, Иван Бабенко и Сергей Владимирцев уступили в зачёте Спартакиады команде США, но стали сильнейшими в стране.
В ходьбе на 50 км чемпионом стал Виктор Доровских, установивший новое высшее европейское достижение — 3:46.25. Этот результат на тот момент стал третьим в мировой истории; лучше выступал только мексиканец Рауль Гонсалес (3:41.19 и 3:45.52 в 1978 году).
Неожиданную победу в прыжке с шестом одержал 19-летний Константин Волков из Иркутска. Он установил высшее мировое достижение среди юниоров, преодолев высоту 5,55 м.
Чемпионка Европы 1978 года Людмила Кондратьева продолжила показывать высокие результаты в 1979 году. В начале сезона она дважды улучшила собственный рекорд страны на дистанции 200 метров, а затем сделала победный дубль на Спартакиаде в беге на 100 и 200 метров.
На марафонской дистанции борьбу за победу до последних метров вели сразу шесть бегунов, а судьба золотой медали решалась в финишном спринте на Центральном стадионе. Победителем стал чемпион Европы 1978 года Леонид Мосеев, на мгновение опередивший японца Сигэру Со и Виктора Зубова из Перми.
Из числа победителей предыдущей Спартакиады в 1979 году свои титулы смогли защитить только три человека: прыгун в высоту Александр Григорьев, бегун на средние дистанции Владимир Пономарёв (в 1975 году был лучшим на 800 м, в 1979-м — на 1500 м), а также толкатель ядра Валерий Войкин. Для 33-летнего метателя эта победа стала третьей подряд на Спартакиадах.
Спартакиада народов СССР 1979 года стала одним из первых международных стартов в карьере Карла Льюиса, будущего девятикратного олимпийского чемпиона в спринте и прыжке в длину. В Москве 18-летний американец занял третье место в соревнованиях прыгунов (8,04 м), но уже тогда специалисты отметили его высокую скорость на разбеге и хорошую техническую подготовленность.
В отличие от Льюиса, бегун из Эфиопии Мирутс Ифтер был известен на момент Спартакиады: в 1977 году он одержал две победы на Кубке мира. Однако его главные успехи, как и у американца, были ещё впереди. В Москве Ифтер выиграл бег на 5000 и 10 000 метров благодаря ускорению за 300 метров до финиша, а через год повторил свой победный дубль на этом же стадионе, но уже в рамках Олимпийских игр.
Соревнования чемпионата СССР по кроссу прошли 4 марта в Ессентуках и 1 апреля в Ереване (не входили в программу VII летней Спартакиады народов СССР).

## Командное первенство
| Место | Команда             |
| ----- | ------------------- |
| 1     | РСФСР               |
| 2     | Украинская ССР      |
| 3     | Ленинград           |
| 4     | Москва              |
| 5     | Белорусская ССР     |
| 6     | Литовская ССР       |
| 7     | Казахская ССР       |
| 8     | Латвийская ССР      |
| 9     | Эстонская ССР       |
| 10    | Киргизская ССР      |
| 11    | Узбекская ССР       |
| 12    | Молдавская ССР      |
| 13    | Грузинская ССР      |
| 14    | Армянская ССР       |
| 15    | Туркменская ССР     |
| 16    | Азербайджанская ССР |
| 17    | Таджикская ССР      |

## Призёры
Для дисциплин, в которых медали Спартакиады выиграли иностранные спортсмены, победители и призёры чемпионата СССР указаны отдельно

### Мужчины
| Дисциплина                             | Золото                                                                                   | Золото            | Серебро                                                                                | Серебро           | Бронза                                                                                   | Бронза            |
| -------------------------------------- | ---------------------------------------------------------------------------------------- | ----------------- | -------------------------------------------------------------------------------------- | ----------------- | ---------------------------------------------------------------------------------------- | ----------------- |
| 100 м (ветер: +0,5 м/с)                | Сильвио Леонард Куба                                                                     | 10,30             | Хьюстон Мактир США                                                                     | 10,39             | Освальдо Лара Куба                                                                       | 10,41             |
| 100 м (ветер: +0,5 м/с) Чемпионат СССР | Николай Колесников Ленинград                                                             | 10,45             | Андрей Шляпников Москва                                                                | 10,46             | Владимир Муравьёв Казахская ССР Караганда                                                | 10,97             |
| 200 м                                  | Уорделл Гилбрет США                                                                      | 20,84             | Дон Коулмен США                                                                        | 21,05             | Николай Сидоров Москва                                                                   | 21,20             |
| 200 м Чемпионат СССР                   | Николай Сидоров Москва                                                                   | 21,20             | Александр Стасевич РСФСР Иркутск                                                       | 21,25             | Рамон Линдал Эстонская ССР Таллин                                                        | 21,32             |
| 400 м                                  | Стэн Винсон США                                                                          | 45,70             | Николай Чернецкий Москва Киргизская ССР Фрунзе                                         | 46,05             | Деле Удо Нигерия                                                                         | 46,15             |
| 400 м Чемпионат СССР                   | Николай Чернецкий Москва Киргизская ССР Фрунзе                                           | 46,05             | Ремигиюс Валюлис Литовская ССР Вильнюс                                                 | 46,27             | Виктор Бураков Украинская ССР Киев                                                       | 46,34             |
| 800 м                                  | Анатолий Решетняк Украинская ССР Симферополь                                             | 1.47,2            | Владимир Подоляко Белорусская ССР Минск                                                | 1.47,4            | Детлеф Вагенкнехт ГДР                                                                    | 1.47,5            |
| 800 м Чемпионат СССР                   | Анатолий Решетняк Украинская ССР Симферополь                                             | 1.47,2            | Владимир Подоляко Белорусская ССР Минск                                                | 1.47,4            | Павел Литовченко Москва                                                                  | 1.47,5            |
| 1500 м                                 | Владимир Пономарёв РСФСР Ростов-на-Дону                                                  | 3.38,6            | Крейг Масбак США                                                                       | 3.38,9            | Андреас Буссе ГДР                                                                        | 3.39,1            |
| 1500 м Чемпионат СССР                  | Владимир Пономарёв РСФСР Ростов-на-Дону                                                  | 3.38,6            | Павел Яковлев РСФСР Улан-Удэ                                                           | 3.39,4            | Валерий Торопов Ленинград                                                                | 3.39,5            |
| 5000 м                                 | Мирутс Ифтер Эфиопия                                                                     | 13.20,8           | Йоханнес Мохаммед Эфиопия                                                              | 13.21,1           | Валерий Абрамов РСФСР Московская область                                                 | 13.21,7           |
| 5000 м Чемпионат СССР                  | Валерий Абрамов РСФСР Московская область                                                 | 13.21,7           | Александр Федоткин Белорусская ССР Брест                                               | 13.23,2           | Александр Антипов Литовская ССР Вильнюс                                                  | 13.26,0           |
| 10 000 м                               | Мирутс Ифтер Эфиопия                                                                     | 27.44,2           | Александр Антипов Литовская ССР Вильнюс                                                | 27.47,4           | Джерард Барретт Австралия                                                                | 27.50,7           |
| 10 000 м Чемпионат СССР                | Александр Антипов Литовская ССР Вильнюс                                                  | 27.47,4           | Леонид Мосеев РСФСР Челябинск                                                          | 28.09,0           | Владимир Меркушин Белорусская ССР Минск                                                  | 28.14,1           |
| Марафон                                | Леонид Мосеев РСФСР Челябинск                                                            | 2:13.20           | Сигэру Со Япония                                                                       | 2:13.20           | Виктор Зубов РСФСР Пермь                                                                 | 2:13.20           |
| Марафон Чемпионат СССР                 | Леонид Мосеев РСФСР Челябинск                                                            | 2:13.20           | Виктор Зубов РСФСР Пермь                                                               | 2:13.20           | Сатымкул Джуманазаров Киргизская ССР Фрунзе                                              | 2:13.21           |
| 3000 м с препятствиями                 | Хенри Марш США                                                                           | 8.28,1            | Паул Копу Румыния                                                                      | 8.28,6            | Владимир Лисовский Ленинград                                                             | 8.29,7            |
| 3000 м с препятствиями Чемпионат СССР  | Владимир Лисовский Ленинград                                                             | 8.29,7            | Николай Майоров Белорусская ССР Минск                                                  | 8.32,4            | Александр Величко Украинская ССР Львов                                                   | 8.32,5            |
| 110 м с барьерами                      | Александр Пучков Ленинград                                                               | 13,68             | Андрей Прокофьев РСФСР Свердловск                                                      | 13,76             | Андрей Коростелёв Москва                                                                 | 13,94             |
| 400 м с барьерами                      | Василий Архипенко Украинская ССР Донецк                                                  | 49,11             | Дмитрий Стукалов Москва Ленинград                                                      | 50,23             | Валерий Мошковский Украинская ССР Киев                                                   | 50,82             |
| Прыжок в высоту                        | Александр Григорьев Белорусская ССР Минск                                                | 2,24 м            | Бенн Филдс США                                                                         | 2,24 м            | Герд Нагель ФРГ                                                                          | 2,21 м            |
| Прыжок в высоту Чемпионат СССР         | Александр Григорьев Белорусская ССР Минск                                                | 2,24 м            | Владимир Андреев РСФСР Куйбышев                                                        | 2,18 м            | Раймондас Казлаускас Литовская ССР Вильнюс                                               | 2,18 м            |
| Прыжок с шестом                        | Константин Волков РСФСР Иркутск                                                          | 5,55 м            | Владимир Трофименко Ленинград                                                          | 5,50 м            | Антти Каллиомяки Финляндия                                                               | 5,45 м            |
| Прыжок с шестом Чемпионат СССР         | Константин Волков РСФСР Иркутск                                                          | 5,55 м            | Владимир Трофименко Ленинград                                                          | 5,50 м            | Юрий Прохоренко Украинская ССР Киев                                                      | 5,40 м            |
| Прыжок с шестом Чемпионат СССР         | Константин Волков РСФСР Иркутск                                                          | 5,55 м            | Владимир Трофименко Ленинград                                                          | 5,50 м            | Сергей Кулибаба Казахская ССР Алма-Ата                                                   | 5,40 м            |
| Прыжок в длину                         | Франк Пашек ГДР                                                                          | 8,25 м (+1,3 м/с) | Давид Хиральт Куба                                                                     | 8,12 м            | Карл Льюис США                                                                           | 8,04 м            |
| Прыжок в длину Чемпионат СССР          | Валерий Подлужный Украинская ССР Донецк                                                  | 8,00 м            | Владимир Харитонов Азербайджанская ССР Баку                                            | 7,81 м            | Сергей Щербина РСФСР Краснодар                                                           | 7,74 м            |
| Тройной прыжок                         | Геннадий Валюкевич Белорусская ССР Минск                                                 | 17,21 м           | Яак Уудмяэ Эстонская ССР Тарту                                                         | 16,84 м           | Анатолий Пискулин Ленинград                                                              | 16,76 м           |
| Толкание ядра                          | Валерий Войкин Ленинград                                                                 | 20,58 м           | Владимир Киселёв Украинская ССР Кременчуг                                              | 20,39 м           | Анатолий Ярош Украинская ССР Ворошиловград                                               | 20,38 м           |
| Метание диска                          | Джон Пауэлл США                                                                          | 63,06 м           | Велко Велев Болгария                                                                   | 62,68 м           | Пётр Михайлов Ленинград                                                                  | 62,14 м           |
| Метание диска Чемпионат СССР           | Пётр Михайлов Ленинград                                                                  | 62,14 м           | Виктор Ращупкин Ленинград                                                              | 61,68 м           | Дмитрий Ковцун Украинская ССР Киев Москва                                                | 60,34 м           |
| Метание молота                         | Сергей Литвинов РСФСР Ростов-на-Дону                                                     | 77,08 м           | Алексей Малюков Москва                                                                 | 75,42 м           | Александр Бунеев РСФСР Волгоград                                                         | 75,10 м           |
| Метание копья                          | Детлеф Михель ГДР                                                                        | 87,46 м           | Карл Хеллер ГДР                                                                        | 86,80 м           | Арто Хяркёнен Финляндия                                                                  | 85,68 м           |
| Метание копья Чемпионат СССР           | Хейно Пуусте Эстонская ССР Таллин                                                        | 84,42 м           | Янис Зирнис Латвийская ССР Рига                                                        | 82,36 м           | Виктор Евсюков РСФСР Московская область                                                  | 80,90 м           |
| Десятиборье*                           | Александр Гребенюк РСФСР Ставрополь                                                      | 8166 очков (8187) | Константин Ахапкин Москва                                                              | 8111 очков (8104) | Юрий Куценко РСФСР Белгород                                                              | 8086 очков (8053) |
| Ходьба на 20 км                        | Николай Винниченко Украинская ССР Харьков                                                | 1:22.29,0         | Анатолий Соломин Украинская ССР Киев                                                   | 1:22.39,2         | Борис Яковлев Украинская ССР Киев                                                        | 1:23.06,3         |
| Ходьба на 50 км                        | Виктор Доровских Ленинград                                                               | 3:46.25           | Владимир Резаев Ленинград Москва                                                       | 3:46.57           | Вячеслав Фурсов Ленинград                                                                | 3:47.56           |
| Эстафета 4×100 м                       | США · Клифф Уайли · Рич Эдвардс · Уорделл Гилбрет · Дон Коулмен                          | 39,33             | Москва Семён Ваханелов Андрей Шляпников Александр Черкашин Николай Сидоров             | 39,48             | Ленинград Евгений Ковалёв Юрий Науменко Александр Аксинин Николай Колесников             | 39,57             |
| Эстафета 4×100 м Чемпионат СССР        | Москва Семён Ваханелов Андрей Шляпников Александр Черкашин Николай Сидоров               | 39,48             | Ленинград Евгений Ковалёв Юрий Науменко Александр Аксинин Николай Колесников           | 39,57             | РСФСР · Виктор Фёдоров · Сергей Владимирцев · Михаил Кравцов · Андрей Прокофьев          | 39,80             |
| Эстафета 4×200 м                       | США · Карл Льюис · Дон Коулмен · Уорделл Гилбрет · Рич Эдвардс                           | 1.22,0            | РСФСР · Михаил Кравцов · Александр Стасевич · Иван Бабенко · Сергей Владимирцев        | 1.22,5            | Москва Андрей Шляпников Николай Сидоров Александр Черкашин Александр Ягудин              | 1.23,2            |
| Эстафета 4×200 м Чемпионат СССР        | РСФСР · Михаил Кравцов · Александр Стасевич · Иван Бабенко · Сергей Владимирцев          | 1.22,5            | Москва Андрей Шляпников Николай Сидоров Александр Черкашин Александр Ягудин            | 1.23,2            | Ленинград Евгений Ковалёв Николай Колесников Александр Аксинин Юрий Науменко             | 1.23,2            |
| Эстафета 4×400 м                       | США · Клифф Уайли · Ронни Харрис · Фред Тейлор · Стэн Винсон                             | 3.03,7            | Москва Леонид Королёв Михаил Линге Дмитрий Стукалов Николай Чернецкий                  | 3.03,9            | Украинская ССР · Владимир Белоконь · Павел Рощин · Валерий Мошковский · Виктор Бураков   | 3.05,2            |
| Эстафета 4×400 м Чемпионат СССР        | Москва Леонид Королёв Михаил Линге Дмитрий Стукалов Николай Чернецкий                    | 3.03,9            | Украинская ССР · Владимир Белоконь · Павел Рощин · Валерий Мошковский · Виктор Бураков | 3.05,2            | РСФСР · Александр Истомин · Юрий Козлов · Вячеслав Доценко · Сергей Ловачёв              | 3.06,8            |
| Эстафета 4×800 м                       | Белорусская ССР · Михаил Старовойтов · Павел Трощило · Владимир Подоляко · Николай Киров | 7.11,1            | РСФСР · Владимир Пономарёв · Виктор Анохин · Владимир Малоземлин · Николай Широков     | 7.12,7            | Украинская ССР · Валерий Лисков · Сергей Шаповалов · Виталий Тищенко · Анатолий Решетняк | 7.13,1            |

* Для определения победителя в соревнованиях многоборцев использовалась старая система начисления очков. Пересчёт с использованием современных таблиц перевода результатов в баллы приведён в скобках.

### Женщины
| Дисциплина                       | Золото                                                                                      | Золото            | Серебро                                                                            | Серебро           | Бронза                                                                                | Бронза           |
| -------------------------------- | ------------------------------------------------------------------------------------------- | ----------------- | ---------------------------------------------------------------------------------- | ----------------- | ------------------------------------------------------------------------------------- | ---------------- |
| 100 м                            | Людмила Кондратьева РСФСР Ростов-на-Дону                                                    | 11,19             | Карен Хоукинс США                                                                  | 11,32             | Вера Анисимова Москва                                                                 | 11,39            |
| 100 м Чемпионат СССР             | Людмила Кондратьева РСФСР Ростов-на-Дону                                                    | 11,19             | Вера Анисимова Москва                                                              | 11,39             | Ольга Короткова Москва                                                                | 11,52            |
| 200 м                            | Людмила Кондратьева РСФСР Ростов-на-Дону                                                    | 22,66             | Карен Хоукинс США                                                                  | 23,06             | Марина Сидорова РСФСР Московская область Ленинград                                    | 23,45            |
| 200 м Чемпионат СССР             | Людмила Кондратьева РСФСР Ростов-на-Дону                                                    | 22,66             | Марина Сидорова РСФСР Московская область Ленинград                                 | 23,45             | Надежда Алдошина РСФСР Тула                                                           | 23,53            |
| 400 м                            | Мария Кульчунова Украинская ССР Киев Киргизская ССР Фрунзе                                  | 49,77             | Нина Зюськова Украинская ССР Донецк                                                | 50,42             | Татьяна Гойщик РСФСР Иркутск                                                          | 50,49            |
| 800 м                            | Екатерина Порывкина РСФСР Московская область                                                | 1.57,2            | Надежда Олизаренко-Мушта РСФСР Брянск Украинская ССР Одесса                        | 1.57,5            | Ольга Минеева РСФСР Свердловск                                                        | 1.57,8           |
| 1500 м                           | Наталья Мэрэшеску Румыния                                                                   | 3.58,8            | Гиана Романова РСФСР Чебоксары                                                     | 4.00,5            | Валентина Ильиных РСФСР Свердловск                                                    | 4.01,1           |
| 1500 м Чемпионат СССР            | Гиана Романова РСФСР Чебоксары                                                              | 4.00,5            | Валентина Ильиных РСФСР Свердловск                                                 | 4.01,1            | Ольга Двирна Ленинград                                                                | 4.01,4           |
| 3000 м Чемпионат СССР            | Светлана Ульмасова Узбекская ССР Андижан                                                    | 8.46,0            | Валентина Ильиных РСФСР Свердловск                                                 | 8.46,5            | Любовь Копейкина РСФСР Краснодар                                                      | 8.49,1           |
| 100 м с барьерами                | Татьяна Анисимова Ленинград                                                                 | 12,90             | Вера Комисова Ленинград                                                            | 12,94             | Нина Моргулина РСФСР Краснодар                                                        | 13,10            |
| 400 м с барьерами Чемпионат СССР | Марина Макеева РСФСР Брянск                                                                 | 54,78             | Татьяна Сторожева РСФСР Краснодар                                                  | 55,08             | Татьяна Зеленцова Москва                                                              | 55,64            |
| Прыжок в высоту                  | Елена Голобородько Ленинград                                                                | 1,91 м            | Наталья Литвиненко Украинская ССР Киев Казахская ССР Алма-Ата                      | 1,89 м            | Татьяна Денисова РСФСР Орёл                                                           | 1,89 м           |
| Прыжок в длину                   | Анита Стукане Латвийская ССР Рига                                                           | 6,66 м            | Надежда Карякина Белорусская ССР Гомель Армянская ССР Ереван                       | 6,39 м            | Людмила Хаустова РСФСР Воронеж                                                        | 6,37 м           |
| Толкание ядра                    | Илона Слупянек ГДР                                                                          | 21,52 м           | Маргитта Пуфе ГДР                                                                  | 21,45 м           | Гелена Фибингерова Чехословакия                                                       | 20,83 м          |
| Толкание ядра Чемпионат СССР     | Нуну Абашидзе Украинская ССР Одесса                                                         | 20,25 м           | Светлана Крачевская Москва                                                         | 20,17 м           | Нина Исаева РСФСР Московская область                                                  | 19,51 м          |
| Метание диска                    | Светлана Мельникова РСФСР Московская область Ленинград                                      | 64,90 м           | Маргитта Пуфе ГДР                                                                  | 63,74 м           | Людмила Исаева Казахская ССР Алма-Ата                                                 | 62,16 м          |
| Метание диска Чемпионат СССР     | Светлана Мельникова РСФСР Московская область Ленинград                                      | 64,90 м           | Людмила Исаева Казахская ССР Алма-Ата                                              | 62,16 м           | Наталья Горбачёва Ленинград                                                           | 61,16 м          |
| Метание копья                    | Саида Гунба Грузинская ССР Тбилиси                                                          | 63,08 м           | Мария Колон Куба                                                                   | 62,30 м           | Уте Хоммола ГДР                                                                       | 60,08 м          |
| Метание копья Чемпионат СССР     | Саида Гунба Грузинская ССР Тбилиси                                                          | 63,08 м           | Наталья Хусаинова Украинская ССР Харьков                                           | 58,42 м           | Нина Никанорова Ленинград                                                             | 58,04 м          |
| Пятиборье*                       | Екатерина Смирнова РСФСР Рыбинск                                                            | 4770 очков (4855) | Ольга Курагина РСФСР Киров                                                         | 4629 очков (4667) | Надежда Карякина Белорусская ССР Гомель Армянская ССР Ереван                          | 4554 очка (4567) |
| Эстафета 4×100 м                 | Москва Вера Анисимова Людмила Сторожкова Ольга Короткова Ирина Литовченко                   | 43,74             | Ленинград Вера Комисова Татьяна Анисимова Галина Дьяченко Татьяна Савченко         | 44,07             | Украинская ССР · Лариса Сивоконь · Елена Потребенко · Раиса Махова · Виктория Дащенко | 44,47            |
| Эстафета 4×200 м                 | Украинская ССР · Раиса Махова · Нина Зюськова · Татьяна Пророченко · Мария Кульчунова       | 1.30,8            | Москва Ирина Галченкова Ирина Багрянцева Ольга Короткова Вера Анисимова            | 1.31,6            | РСФСР · Вера Акчурина · Людмила Зенина · Надежда Алдошина · Татьяна Гойщик            | 1.32,3           |
| Эстафета 4×400 м                 | Украинская ССР · Ирина Ольховникова · Нина Зюськова · Татьяна Пророченко · Мария Кульчунова | 3.26,1            | РСФСР · Татьяна Гойщик · Ольга Минеева · Марина Макеева · Надежда Олизаренко-Мушта | 3.26,2            | Москва Наталья Иванова Светлана Стыркина Вера Грачёва Ирина Багрянцева                | 3.32,9           |
| Эстафета 4×800 м                 | РСФСР · Ольга Минеева · Мария Энкина · Надежда Олизаренко-Мушта · Екатерина Порывкина       | 7.59,6            | Украинская ССР · Тамара Коба · Светлана Попова · Любовь Смолка · Ольга Вахрушева   | 8.03,2            | Ленинград Наталья Кузнецова Татьяна Казанкина Ольга Двирна Людмила Веселкова          | 8.04,9           |

* Для определения победителя в соревнованиях многоборок использовалась старая система начисления очков. Пересчёт с использованием современных таблиц перевода результатов в баллы приведён в скобках.

## Чемпионат СССР по кроссу
Чемпионат СССР по кроссу 1979 года состоялся 4 марта в курортном городе Ессентуки, РСФСР.

### Мужчины
| Дисциплина  | Золото                                     | Золото  | Серебро                                   | Серебро | Бронза                                   | Бронза  |
| ----------- | ------------------------------------------ | ------- | ----------------------------------------- | ------- | ---------------------------------------- | ------- |
| Кросс 8 км  | Александр Антипов Трудовые резервы Вильнюс | 23.20,8 | Иван Парлуй Вооружённые Силы Смоленск     | 23.39,2 | Николай Григорьев Буревестник Чебоксары  | 23.47,5 |
| Кросс 14 км | Леонид Мосеев Динамо Челябинск             | 42.21,5 | Владимир Пешехонов Спартак Южно-Сахалинск | 42.23,2 | Владимир Меркушин Вооружённые Силы Минск | 42.32,1 |

### Женщины
| Дисциплина | Золото                                      | Золото  | Серебро                                  | Серебро | Бронза                           | Бронза  |
| ---------- | ------------------------------------------- | ------- | ---------------------------------------- | ------- | -------------------------------- | ------- |
| Кросс 3 км | Светлана Ульмасова Вооружённые Силы Андижан | 9.25,0  | Галина Пожидаева Труд Московская область | 9.26,6  | Татьяна Механошина Труд Пермь    | 9.45,6  |
| Кросс 5 км | Гиана Романова Спартак Чебоксары            | 16.22,8 | Раиса Смехнова Вооружённые Силы Минск    | 16.27,8 | Фаина Краснова Спартак Чебоксары | 16.29,0 |

## Чемпионат СССР по кроссу
1 апреля 1979 года в финале XVIII Всесоюзного кросса на призы газеты «Правда» были разыграны медали чемпионата СССР на дистанциях 12 км у мужчин и 2 км у женщин. Соревнования прошли в Ереване на городском ипподроме.

### Мужчины
| Дисциплина  | Золото                                  | Золото  | Серебро                                 | Серебро | Бронза                   | Бронза  |
| ----------- | --------------------------------------- | ------- | --------------------------------------- | ------- | ------------------------ | ------- |
| Кросс 12 км | Владимир Пешехонов РСФСР Южно-Сахалинск | 35.46,6 | Владимир Меркушин Белорусская ССР Минск | 36.00,0 | Николай Меньшиков Москва | 36.06,2 |

### Женщины
| Дисциплина | Золото                            | Золото | Серебро                                      | Серебро | Бронза                             | Бронза |
| ---------- | --------------------------------- | ------ | -------------------------------------------- | ------- | ---------------------------------- | ------ |
| Кросс 2 км | Любовь Смолка Украинская ССР Киев | 6.19,0 | Любовь Кирова-Иванова Молдавская ССР Кишинёв | 6.25,2  | Раиса Садрейдинова РСФСР Ульяновск | 6.31,6 |